# 布氏黑頭魚
布氏黑頭魚，為輻鰭魚綱黑头鱼目黑頭魚科的其中一種，為深海魚類，分布於西印度洋馬納爾灣海域，棲息深度1900-2000公尺，棲息在底層水域，生活習性不明。

## 扩展阅读
維基物種上的相關：布氏黑頭魚